# I racconti di Viterbury - Le più allegre storie del '300
I racconti di Viterbury - Le più allegre storie del '300 è un film del 1973 diretto da Mario Caiano con lo pseudonimo Edoardo Re.

## Trama
Il film è composto da sette episodi. Nel primo Messer Antonio, inesperto con le donne, passa la sua prima notte amorosa con la suocera.
Nel secondo Menico da Pistoia, innamorato della figlia del suo nemico guelfo Jacopo della Quercia: Tonia. Ogni volta tenta di arrampicarsi alla sua finestra, ma una serie di rovinose cadute convincerà Menico ad abbandonare l'impresa.
Nel terzo episodio un tacchino diabolico rovina la tresca amorosa tra una moglie infedele e un frate esorcista.
Nel quarto Monna Fiora imbroglia la madre per avere un ragazzo.
Nel quinto Gallinella, moglie di Nicolò, ha paura di passare una notte d'amore col consorte, ma quando ci riesce riduce l'uomo in fin di vita.
Nel sesto una donna, col consenso del marito, si concede a vari mugnai per ottenere il lavoro.
Nel settimo e ultimo episodio Cecco da Viterbo si libera di un uomo che vorrebbe costringerlo a un matrimonio riparatore con la propria sorella.